# Nederlandse Bond van Gebruikshondensportverenigingen
De Nederlandse Bond van Gebruikshondensportverenigingen is een overkoepelende organisatie van alle aangesloten hondensportverenigingen en beoogt de samenbundeling en ondersteuning van alle Nederlandse gebruikshonden te vergroten en de vrijetijds- en amateursporten die verband houden met de hondensport te stimuleren in al hun verschijningsvormen, in het bijzonder door de samenwerking in de opleiding van verdedigingshonden. Opgericht te Arnhem op 2 november 1979. Als zodanig erkend door de Raad van Beheer op Kynologisch Gebied in Nederland op 20 januari 1984.
In het jaar 2005 waren meer dan 100 verenigingen aangesloten bij de bond (NBG). Sinds 2015 worden alle uitslagen en de planning van de evenementen op de website van de Nederlandse Bond van Gebruikshondensportverenigingen vermeld in plaats van het tijdschrift de Gebruikshond.